# Sermoneta
Sermoneta és un municipi italià, situat a la regió de Laci i a la província de Latina. L'any 2004 tenia 7.073 habitants.
Conté Dogatella di Ninfa una entitat poblacional menor italiana (frazione) nascuda als anys vint i trenta del segle xx que pren el nom per la proximitat al Jardí de la Nimfa.